# Pergalumna andicola
Pergalumna andicola är en kvalsterart som beskrevs av Hammer 1961. Pergalumna andicola ingår i släktet Pergalumna och familjen Galumnidae. Inga underarter finns listade i Catalogue of Life.